# Xã Center, Quận Delaware, Indiana
Xã Center (tiếng Anh: Center Township) là một xã thuộc quận Delaware, tiểu bang Indiana, Hoa Kỳ. Năm 2010, dân số của xã này là 69.199 người.